# Chandyga (fiume)
La Chandyga (in russo Хандыга?; chiamata anche Zapadnaja Chandyga, Chandyga occidentale) è un fiume della Russia siberiana orientale (Repubblica Autonoma della Jacuzia), affluente di destra dell'Aldan (bacino idrografico della Lena).
Nasce dai monti di Verchojansk, scorrendo successivamente con direzione sud-occidentale, senza incontrare alcun centro urbano di rilievo; sfocia nel medio corso dell'Aldan, a 398 km dalla foce.  La lunghezza della Chandyga è di 145 km, l'area del suo bacino è di 1 590 km².Gli affluenti più rilevanti sono Labygy dalla sinistra idrografica, Ujana e Delinne dalla destra.
La Chandyga, come quasi tutti i fiumi del bacino, è gelata in media dalla seconda metà di ottobre alla seconda metà di maggio.